# Hrabstwo Fleming

Piramida wieku hrabstwa

Hrabstwo Fleming – hrabstwo w Stanach Zjednoczonych, w stanie Kentucky. Według danych z 2000 roku, hrabstwo zamieszkiwało 13 792 osób. Siedzibą hrabstwa jest Flemingsburg.
Hrabstwo należy do nielicznych hrabstw w Stanach Zjednoczonych należących do tzw. dry county, czyli hrabstw gdzie decyzją lokalnych władz obowiązuje całkowita prohibicja.

## Miasta
- Elizaville (CDP)
- Ewing
- Flemingsburg